# Flórián Albert (calciatore 1967)
Flórián Albert (Budapest, 12 dicembre 1967) è un ex calciatore ungherese, di ruolo centrocampista.

## Biografia
Anche il suo omonimo padre è stato un calciatore professionista.

## Carriera

### Club
Ha giocato nella massima serie del campionato ungherese e israeliano, oltre che nella seconda divisione francese.
Nel corso degli anni ha segnato complessivamente 4 reti in 20 presenze nelle competizioni UEFA per club, tutte con la maglia del Ferencváros (in particolare, ha totalizzato 11 presenze e 2 gol in Coppa delle Coppe, 2 presenze in Coppa UEFA e 5 presenze, una delle quali nei turni preliminari, con 2 reti in Champions League).

### Nazionale
Ha giocato 6 partite in nazionale, dal 1993 al 1996.

## Palmarès

### Club

#### Competizioni nazionali
- Campionato ungherese: 3

Ferencvaros: 1991-1992, 1994-1995, 1995-1996
- Coppa d'Ungheria: 4

Ferencvaros: 1990-1991, 1992-1993, 1993-1994, 1994-1995
- Supercoppa d'Ungheria: 3

Ferencvaros: 1993, 1994, 1995